# Marian Wowkonowicz
Marian Ignacy Wowkonowicz (ur. 31 lipca 1889 w Tarnowie, zm. 9 lipca 1959 w Londynie) – polski lekarz dermatolog, doktor wszech nauk lekarskich, oficer Legionów Polskich, podpułkownik lekarz Wojska Polskiego i Royal Air Force, kawaler Orderu Virtuti Militari.

## Życiorys
Marian Ignacy Wowkonowicz urodził się 31 lipca 1889 w Tarnowie. Był synem Franciszka Romualda Wowkonowicza (pracownik sądu we Lwowie, starszy oficjał sądowy, zm. 1904 mając 54 lata) i Julii z domu Frey (zm. 1931). Miał czworo rodzeństwa – Augusta (brat przyrodni z pierwszego małżeństwa Franciszka) oraz Jana, Paulinę i Romualda (inżynier).
Uczył się w C. K. V Gimnazjum we Lwowie, gdzie w 1907 ukończył z odznaczeniem VIII klasę i zdał z odznaczeniem egzamin dojrzałości. Działał we lwowskiej organizacji „Promień”. Studiował medycynę na Wydziale Medycznym Uniwersytetu Lwowskiego, gdzie w styczniu 1914 uzyskał dyplom lekarza i stopień doktora wszech nauk lekarskich. Następnie podjął pracę w Szpitalu Powszechnym we Lwowie.
Po wybuchu I wojny światowej wstąpił do Legionów Polskich w 1914. 11 października 1914 przydzielony jako lekarz batalionowy do I batalionu 3 pułku piechoty w składzie II Brygady. Jednocześnie mianowany podporucznikiem lekarzem, zaś 11 grudnia 1915 awansowany na porucznika lekarza. Służbę lekarską pełnił podczas bitwy pod Rarańczą 17 czerwca 1915, gdzie wyniósł z pola boju około 20 rannych i udzielał też pomocy rannym Rosjanom. W trakcie i po bitwie pod Polską Górą 5 listopada 1915 wykazał się poprzez ewakuację z pola walk około 100 rannych legionistów i opatrując ich. Potem pracował w szpitalu legionowym w Königsfeld jako zastępca ordynatora, dr A. Stefanowicza. Następnie służył w zorganizowanym przez siebie szpitalu w Holtzschlaghaus. 25 lutego 1916 został mianowany lekarzem pułkowym 3 p.p.. W bitwie pod Kostiuchnówką 6 lipca 1916 odniósł rany. Potem przebywał w obozie szkolnym (rekruckim) w Ostrowi Mazowieckiej (maj 1917), skąd w tym czasie został skierowany do PUZ (Powiatowy Urząd Zaciągu do WP) Kalisz. W połowie maja 1917 prowadził też badania ochotników w PUZ Częstochowa. Po kryzysie przysięgowym z lipca 1917 przeszedł do Polskiej Siły Zbrojnej. W grudniu 1917 został awansowany na kapitana lekarza. Pod koniec tego roku był lekarzem w Twierdzy Modlin, a następnie na Kursu Wyszkolenia nr 2 i 3 w Ostrowi Mazowieckiej. Dnia 12 października 1918 Rada Regencyjna zatwierdziła go w stopniu kapitana lekarza ze starszeństwem z 1 stycznia 1917. U kresu wojny, 13 listopada 1918 uczestniczył w akcji rozbrajaniu garnizonu armii niemieckiej oraz w przejmowaniu twierdzy Modlin.
Po odzyskaniu przez Polskę niepodległości został przyjęty do Wojska Polskiego. Był oficerem 1 batalionu sanitarnego. 11 grudnia 1918 przydzielono tymczasowo do Zakładu Ozdrowieńców „Pustelnik”, a 18 marca 1919 przeniesiono ze Szkoły Podchorążych w Warszawie do Szpitala w Modlinie. Został zweryfikowany w stopniu majora lekarza ze starszeństwem z dniem 1 czerwca 1919. W 1921 służył w Kompanii Zapasowej Sanitarnej (KZS) nr 1 w Warszawie. Potem został przeniesiony do rezerwy. W latach 1923, 1924 pozostawał majorem rezerwy z przydziałem do 1 batalionu sanitarnego. W cywilu praktykował jako lekarz. W styczniu 1930 ogłoszono jego przeniesienie w rezerwie korpusu oficerów sanitarnych grupie lekarzy został powołany do służby czynnej i przeniesiony z 1 batalionu sanitarnego do 1 Szpitala Okręgowego nr 1 na stanowisko ordynatora i od tego czasu tam pracował. Został zweryfikowany w stopniu majora ze starszeństwem z dniem 1 czerwca 1919. W czerwcu 1935 został awansowany na stopień podpułkownika lekarza z dniem 1 stycznia 1935. Według stanu z marca 1939 nadał był oficerem 1 Szpitala Okręgowego na stanowisku kierownika naukowego.
Był specjalistą chorób skórnych i wenerycznych. Miał wykłady i prelekcje na tematy medyczne (np. o chorobach zwyradniających, o gruźlicy skóry). Był działaczem Izby Lekarskiej warszawsko-białostockiej, w której był pisarzem i przewodniczącym kasy pogrzebowej, a w styczniu 1932 został wybrany członkiem zarządu tej Izby. Działał też w Związku Lekarzy Państwa Polskiego.
Jego żoną została pochodząca z Sanoka Aldona Helena Mozołowska (ur. 1890, siostra lekarzy oraz oficerów WP Stefana i Włodzimierza, też działająca we lwowskiej organizacji „Promień”, wpierw zamężna z Jakubowskim, synem właściciela Bóbrki, zmarłym tragicznie pracownikiem naukowym Politechniki Lwowskiej, także służąca w Legionach Polskich i również lekarz medycyny – o specjalności chorób wewnętrznych, 9 lipca 1920 była matką chrzestną – wraz z Józefem Piłsudskim – dla swojego bratanka Jana Mozołowskiego, odznaczona Medalem Niepodległości). W latach 20. zamieszkiwali przy ul. Miedzianej 6 w Warszawie, a do 1939 przy ul. Czerwonego Krzyża 21.
Po wybuchu II wojny światowej w 1939 ewakuował się na wschód (potwierdził to w swojej korespondencji pisanej z Tarnopola jego szwagier płk dr Stefan Mozołowski określający go imieniem „Marek”). W połowie września podróżując ze swoją córką Krystyną kierował się do granicy z Rumunią, gdzie miał założyć szpital. Wcześniej, po wyjeździe z Siedlec, miał zagubić się ze swoją córką Krystyną. W 1944 zginęła ona w powstaniu warszawskim w 1944.
Po przedostaniu się do Wielkiej Brytanii służył w Royal Air Force jako oficer medyczny w stopniu podpułkownika (ang. W/Cdr – wing commander; nr służbowy P-0254). Po wojnie praktykował jako lekarz w Londynie zamieszkując tamże, a 23 maja 1952 został naturalizowany w Wielkiej Brytanii. Zmarł 9 lipca 1959. Został pochowany w Londynie.

## Ordery i odznaczenia
- Krzyż Srebrny Orderu Wojskowego Virtuti Militari nr 7858[25][3] – 17 maja 1922[42][43]
- Krzyż Niepodległości (1931)[44][25][3]
- Krzyż Walecznych[45] – czterokrotnie[25][3]
- Złoty Krzyż Zasługi[25][3]
- Medal Lotniczy – trzykrotnie[4]
- Order Imperium Brytyjskiego (Wielka Brytania)[4]
- Medal Zasługi Wojskowej na wstążce Krzyża Zasługi Wojskowej (Austro-Węgry, 1916)[46]
- Odznaka Honorowa Czerwonego Krzyża II stopnia (Austro-Węgry, 1915)[47][12]